# Estadi Félix Capriles
L'Estadi Sudamericano Félix Capriles és un estadi esportiu de la ciutat de Cochabamba, Bolivia.
Té una capacitat per a 35.000 espectadors, 32.100 per a partits internacionals. És la seu dels clubs Club Jorge Wilstermann, Club Aurora, Club Enrique Happ i Litoral Cochabamba.
L'estadi va ser inaugurat l'any 1938. El 31 de març de 1963, Bolívia derrotà el Brasil per 5-4 en aquest estadi, fet que donà a la selecció boliviana el títol continental. També va ser seu a la Copa Amèrica de futbol de 1997.

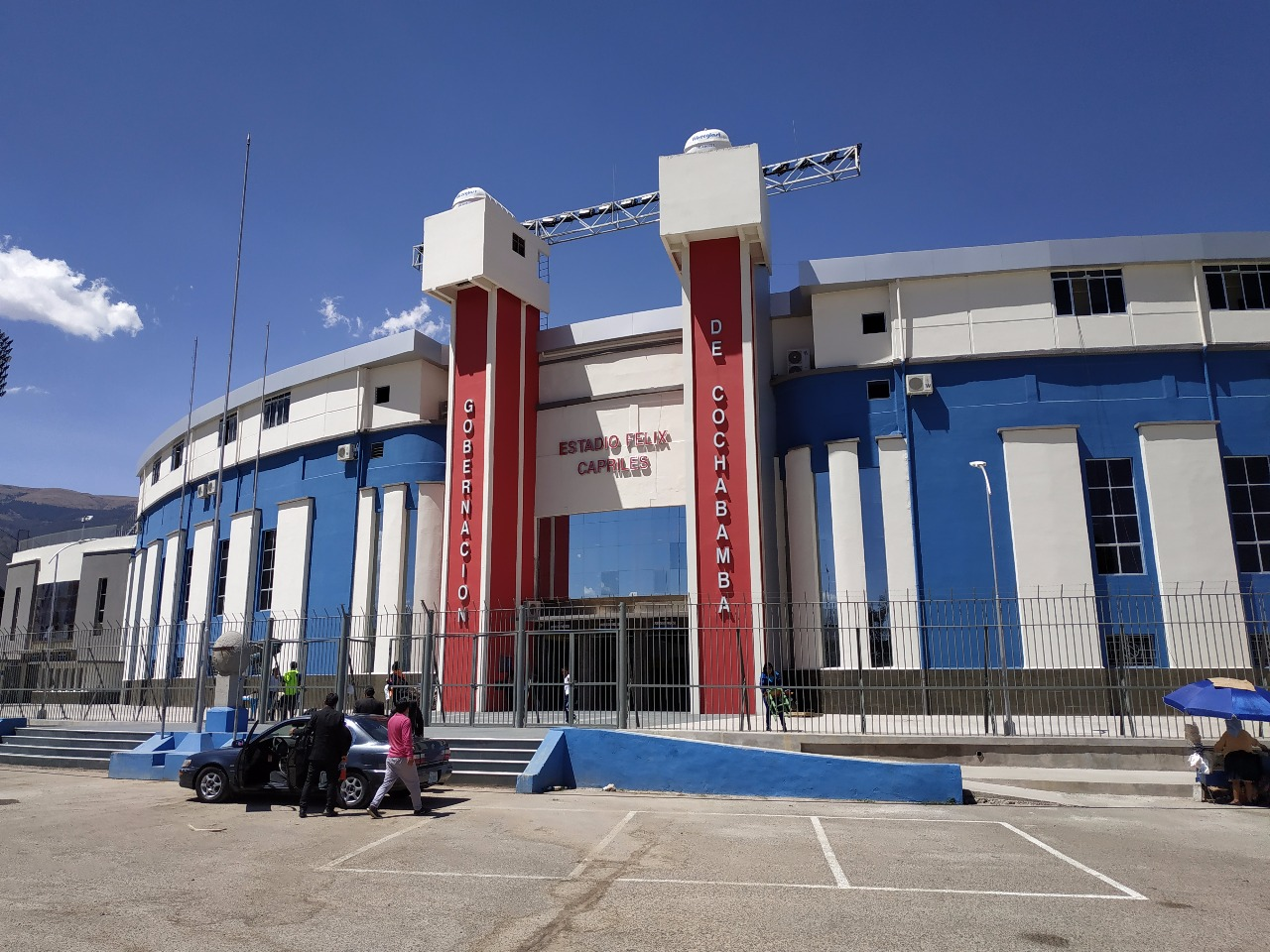
Façana principal de l'estadi.